# Lee Sung-min (diễn viên)
Đây là một tên người Triều Tiên, họ là Lee.
Lee Sung-min (Hàn ngôn: 이성민; Hán-Việt: Lý Thánh Mân; sinh ngày 15 tháng 10 năm 1968) là một diễn viên người Hàn Quốc. Anh thường được biết đến với các vai phụ trong phim truyền hình và phim điện ảnh. Những bộ phim làm nên tên tuổi của Lee Sung-min có thể kể đến Golden Time (2012), Broken (2014) và Misaeng (2014).

## Sự nghiệp
Năm 1985, Lee Sung-min lần đầu tiên ra mắt với vai trò diễn viên kịch. Anh chính thức bước vào con đường diễn xuất phim năm 2004 với những vai diễn nhỏ trong Father and Son: The Story of Mencius, Flying Boys và My Mother, the Mermaid. Cùng năm đó, anh cũng tham gia các bộ phim truyền hình như Oh Feel Young, MBC Best Theater "Brother Is Back". Năm 2005, Lee Sung-min diễn xuất trong phim Marathon, kể về câu chuyện của một vận động viên tự kỷ. Sau đó, anh tham gia đóng mười hai bộ phim điện ảnh và chín bộ phim truyền hình.
Dù tham gia rất nhiều phim trước đó nhưng phải đến năm 2011, Lee Sung-min mới được khán giả và giới phê bình chú ý. Trong năm này, anh tham gia khá nhiều phim truyền hình, gồm My Princess, Can You Hear My Heart, Drama Special "Identical Criminals", A Thousand Days' Promise và Brain. Năm 2012, Lee Sung-min tiếp tục thành công trong mảng phim truyền hình khi nhận vai phụ trong The King 2 Hearts và vai chính trong bộ phim truyền hình đề tài y khoa an khách Golden Time. Anh cũng đảm nhiệm vai trò diễn viên khách mời trong bộ phim điện ảnh All About My Wife, kể về một người đàn ông nhút nhát đang cố gắng để ly hôn vợ. Năm 2013, vai diễn đáng chú ý của Lee Sung-min là vai thầy giáo Jung trong bộ phim Miss Korea. Năm 2014 có thể nói là một năm rất thành công của Lee. Anh tham gia bộ phim điện ảnh an khách Borken và thủ vai chính trong phim truyền hình Misaeng. Trong Misaeng, Lee Sung-min vào vai trưởng phòng Oh Sang-sik, một người sếp ấm áp hết lòng vì nhân viên và chính vai diễn này đã đem lại cho anh "Giải Oscar của Hàn Quốc" cho Diễn viên xuất sắc nhất (phim truyền hình).

## Phim

### Phim truyền hình
| Năm  | Tựa đề                                                | Vai                                                                                        | Kênh |
| ---- | ----------------------------------------------------- | ------------------------------------------------------------------------------------------ | ---- |
| 2004 | Oh Feel Young                                         | 검품장 Park                                                                                | KBS2 |
| 2004 | MBC Best Theater "Brother Is Back"                    | Il-do                                                                                      | MBC  |
| 2005 | MBC Best Theater "Loveholic Project"                  | Giám đốc Kim                                                                               | MBC  |
| 2006 | Hello God                                             | Thám tử (Khách mời, tập 1-2)                                                               | KBS2 |
| 2006 | Special Crime Investigation: Murder in the Blue House | Ha Doo-gil (Khách mời, tập 2-3)                                                            | KBS2 |
| 2007 | The Devil                                             | Hwang Dae-pil                                                                              | KBS2 |
| 2007 | Legend of Hyang Dan                                   | Byun Hak-do                                                                                | MBC  |
| 2007 | Drama Special "수맥을 잡아라"                         | Đạo diễn                                                                                   | KBS2 |
| 2008 | King Sejong the Great                                 | Choi Man-ri                                                                                | KBS2 |
| 2008 | On Air                                                | Song Soo-chul                                                                              | SBS  |
| 2008 | Working Mom                                           | Kang Chul-min                                                                              | SBS  |
| 2008 | Terroir                                               | Nhân viên cao cấp bộ phận Nhân sự (Khách mời, tập 3,8)                                     | SBS  |
| 2009 | Can Anyone Love                                       | Heo Se-dol                                                                                 | SBS  |
| 2009 | Partner                                               | Han Joon-soo (Khách mời, tập 13)                                                           | KBS2 |
| 2009 | Triple                                                | Đạo diễn Jung                                                                              | MBC  |
| 2009 | Hometown Legends "Silent Village"                     | Jinsa Yoon                                                                                 | KBS2 |
| 2009 | Hot Blood                                             | Yang Man-cheol                                                                             | KBS2 |
| 2010 | Pasta                                                 | Seol Joon-seok                                                                             | MBC  |
| 2010 | Gloria                                                | Son Jong-bum                                                                               | MBC  |
| 2010 | Drama Special "Last Flashman"                         | Jo Won-shik                                                                                | KBS2 |
| 2010 | MBC Best Theater "We Teach Love"                      | Park Yong-dae                                                                              | MBC  |
| 2011 | My Princess                                           | Lee Young-chan, Tổng thống Hàn Quốc                                                        | MBC  |
| 2011 | Can You Hear My Heart                                 | Lee Myung-gyun                                                                             | MBC  |
| 2011 | Drama Special "Identical Criminals"                   | Kang Dae-woo                                                                               | KBS2 |
| 2011 | A Thousand Days' Promise                              | Sếp của Seo-yeon (Khách mời, tập 1)                                                        | SBS  |
| 2011 | Brain                                                 | Go Jae-hak                                                                                 | KBS2 |
| 2012 | Drama Special "Just An Ordinary Love Story"           | Kim Joo-pyeong                                                                             | KBS2 |
| 2012 | The King 2 Hearts                                     | King Lee Jae-kang                                                                          | MBC  |
| 2012 | Golden Time                                           | Choi In-hyuk                                                                               | MBC  |
| 2012 | Arang and the Magistrate                              | Người giữ cổng tại thư viện của những cuốn sách về Sự sống và Cái chết (khách mời, tập 20) | MBC  |
| 2012 | Drama Special "Culprit Among Friends"                 | Thám tử Park (Khách mời)                                                                   | KBS2 |
| 2013 | When a Man Falls in Love                              | Trùm xã hội đen Kim Dae-kwang (Khách mời, tập 1-2,4)                                       | MBC  |
| 2013 | Monstar                                               | Đạo diễn phim Kwon Tae-hyun (Khách mời, tập 1)                                             | Mnet |
| 2013 | Miss Korea                                            | Thầy giáo Jung                                                                             | MBC  |
| 2014 | Big Man                                               | Giám đốc điều hành (Khách mời)                                                             | KBS2 |
| 2014 | Misaeng                                               | Oh Sang-shik                                                                               | tvN  |
| 2015 | Hogu's Love                                           | Trưởng phòng Oh (Khách mời, tập 1)                                                         | tvN  |
| 2015 | Splendid Politics                                     | Yi Deok-hyeong                                                                             | MBC  |
| 2022 | The Youngest Son of a Conglomerate                    | Jin Yang-cheol                                                                             | JTBC |

### Phim điện ảnh
| Năm  | Tựa đề                               | Vai                                                                 |
| ---- | ------------------------------------ | ------------------------------------------------------------------- |
| 2001 | Black & White (phim ngắn)            | Kẻ trộm 1                                                           |
| 2004 | Father and Son: The Story of Mencius | Kẻ cho vay nặng lãi 1                                               |
| 2004 | My Mother, the Mermaid               | Chủ cửa hàng trái cây                                               |
| 2004 | Flying Boys                          | Ông Kim                                                             |
| 2005 | Marathon                             | Bạn của Jung-wook                                                   |
| 2005 | Boy Goes to Heaven                   | Thám tử                                                             |
| 2006 | Silk Shoes                           | Sung-cheol                                                          |
| 2006 | Seducing Mr. Perfect                 | Đạo diễn Yang                                                       |
| 2007 | Secret Sunshine                      | Bếp trưởng                                                          |
| 2007 | Wide Awake                           | Bố của Sang-woo                                                     |
| 2008 | The Good, the Bad, the Weird         | Đầu bếp                                                             |
| 2008 | Go Go 70s                            | Tổng biên tập Tuần báo Seoul và nhà phê bình âm nhạc Lee Byung-wook |
| 2009 | The Pot                              | Dong-shik                                                           |
| 2009 | Triangle                             | Chủ tịch nhà máy Lee Byeong-joon                                    |
| 2010 | A Little Pond                        | Bố của Kkoo-ri                                                      |
| 2010 | Bestseller                           | Biên tập viên Ma Dae-yoon                                           |
| 2010 | Troubleshooter                       | Atty. Yoon Dae-hee                                                  |
| 2010 | The Unjust                           | Luật sư quận                                                        |
| 2010 | Cafe Noir                            | Chồng của Mi-yeon 1                                                 |
| 2010 | 休(휴) (phim ngắn)                   | Ông Kim                                                             |
| 2011 | Officer of the Year                  | Thám tử Jo                                                          |
| 2011 | The Cat                              | Bố của Bi-dan (Khách mời)                                           |
| 2011 | Dreaming of Romance (phim ngắn)      | Seung-hwan                                                          |
| 2012 | Howling                              | Gu Young-cheol                                                      |
| 2012 | Hoya (Eighteen, Nineteen)            | Bác sĩ phụ khoa                                                     |
| 2012 | All About My Wife                    | Đạo diễn Na (Khách mời)                                             |
| 2013 | My Little Hero                       | Kang Hee-seok                                                       |
| 2013 | The Attorney                         | Lee Yoon-taek                                                       |
| 2014 | Venus Talk                           | Lee Jae-ho                                                          |
| 2014 | Broken                               | Jang Eok-gwan                                                       |
| 2014 | Kundo: Age of the Rampant            | Dae-ho                                                              |
| 2014 | My Brilliant Life                    | Bác sĩ gia đình (Khách mời)                                         |
| 2014 | Big Match                            | Choi Young-ho                                                       |
| 2015 | The Piper                            | Trưởng thôn                                                         |
| 2015 | Robot, Sori                          | Hae-gwan                                                            |
| 2016 | A Violent Prosecutor                 | Phụ tá Viện trưởng Viện Công tố Jong-gil                            |
| 2023 | The Moon                             | Hwang Gyu-tae                                                       |
| 2023 | 12.12: The Day                       | Tướng Jeong Sang-ho                                                 |

### Kịch sân khấu
| Năm       | Tựa đề                     | Vai                             | Ghi chú          |
| --------- | -------------------------- | ------------------------------- | ---------------- |
| 2001      | Pig Hunt                   | —                               | Trợ lý đạo diễn  |
| 2002      | Oxygen                     | —                               | Quản lý sân khấu |
| 2002      | The Caucasian Chalk Circle | —                               | Trợ lý đạo diễn  |
| 2003      | Laundromat Fairytale       | —                               | Trợ lý đạo diễn  |
| 2005      | Mareugo Daltorok           |                                 |                  |
| 2006      | The Weir                   | Choon-bal                       |                  |
| 2006      | Shear Madness              | Đội trưởng Na Do-sik/Thám tử Ma |                  |
| 2007      | Shining City               |                                 |                  |
| 2007      | Change                     |                                 |                  |
| 2010      | Bieonso                    |                                 |                  |
| 2010      | Yang Deok-won Story        | Kwan-woo                        |                  |
| 2011-2012 | A Story of Old Thieves     |                                 |                  |
| 2012      | Seoul Notes                |                                 |                  |
| 2012      | The Weir                   | Choon-bal                       |                  |
| 2014      | Mareugo Daltorok           |                                 |                  |

## Giải thưởng và đề cử
| Năm  | Giải thưởng                                            | Thể loại                                                               | Đề cử                             | Kết quả   |               |
| ---- | ------------------------------------------------------ | ---------------------------------------------------------------------- | --------------------------------- | --------- | ------------- |
| 1992 | Liên hoan Kịch Daegu                                   | Diễn viên mới xuất sắc nhất                                            |                                   | Đoạt giải |               |
| 1998 | Liên hoan Kịch Daegu                                   | Diễn viên xuất sắc nhất                                                |                                   | Đoạt giải |               |
| 2001 | Liên hoan Kịch Hàn Quốc                                | Diễn viên xuất sắc nhất                                                |                                   | Đoạt giải |               |
| 2012 | Giải thưởng Ngôi sao K-Drama lần thứ nhất              | Giải thưởng diễn xuất                                                  | Golden Time                       | Đoạt giải |               |
| 2012 | Giải thưởng Phim truyền hình Hàn Quốc lần thứ 5        | Giải thưởng Diễn viên xuất sắc                                         | Golden Time                       | Đề cử     |               |
| 2012 | Giải thưởng Grimae lần thứ 25                          | Diễn viên xuất sắc nhất                                                | Golden Time                       | Đoạt giải |               |
| 2012 | Giải thưởng Phim truyền hình MBC                       | Giải thưởng của đạo diễn phim truyền hình                              | Golden Time                       | Đoạt giải |               |
| 2012 | Giải thưởng Phim truyền hình MBC                       | Giải thưởng Diễn viên xuất sắc cho phim ngắn tập                       | Golden Time                       | Đề cử     |               |
| 2012 | Giải thưởng Vé Vàng lần thứ 8                          | Diễn viên xuất sắc nhất thể loại kịch                                  | The Weir                          | Đoạt giải |               |
| 2013 | Giải thưởng Nghệ thuật Baeksang lần thứ 49             | Diễn viên xuất sắc nhất (Phim truyền hình)                             | Golden Time                       | Đề cử     |               |
| 2014 | Giải thưởng Điện ảnh Rồng Xanh lần thứ 35              | Nam diễn viên phụ xuất sắc nhất                                        | Kundo: Age of the Rampant         | Đề cử     |               |
| 2015 | Giải thưởng phim Buil lần thứ 24                       | Nam diễn viên phụ xuất sắc nhất                                        | The Piper                         | Đề cử     |               |
| 2015 | 4th APAN Star Awards                                   | Giải thưởng xuất sắc hàng đầu, Nam diễn viên phim truyền hình ngắn tập | Misaeng: Incomplete Life          | Đoạt giải | [ 14 ]        |
| 2015 | Giải thưởng Nghệ thuật Baeksang lần thứ 51             | Nam diễn viên xuất sắc nhất                                            | Misaeng: Incomplete Life          | Đoạt giải | [ 15 ]        |
| 2016 | Giải thưởng tvN10                                      | Nam diễn viên xuất sắc nhất                                            | Misaeng: Incomplete Life          | Đoạt giải | [ 16 ]        |
| 2018 | Giải thưởng phim Buil lần thứ 27                       | Nam diễn viên xuất sắc nhất                                            | The Spy Gone North                | Đoạt giải | [ 17 ]        |
| 2018 | Giải thưởng Grand Bell lần thứ 55                      | Nam diễn viên xuất sắc nhất                                            | The Spy Gone North                | Đoạt giải | [ 18 ]        |
| 2018 | Giải thưởng Hiệp hội phê bình phim Hàn Quốc lần thứ 38 | Nam diễn viên xuất sắc nhất                                            | The Spy Gone North                | Đoạt giải | [ 19 ]        |
| 2018 | Giải thưởng Seoul lần thứ 2                            | Nam diễn viên xuất sắc nhất                                            | The Spy Gone North                | Đề cử     | [ 20 ]        |
| 2018 | Giải thưởng Điện ảnh Rồng Xanh lần thứ 39              | Nam diễn viên xuất sắc nhất                                            | The Spy Gone North                | Đề cử     | [ 21 ]        |
| 2018 | Giải thưởng Điện ảnh KOFRA lần thứ 10                  | Nam diễn viên xuất sắc nhất                                            | The Spy Gone North                | Đoạt giải | [ 22 ]        |
| 2019 | 10th KOFRA Film Awards                                 | Nam diễn viên xuất sắc nhất                                            | The Spy Gone North                | Đoạt giải | [ 23 ]        |
| 2019 | Giải thưởng nghệ thuật điện ảnh Chunsa lần thứ 24      | Nam diễn viên xuất sắc nhất                                            | The Spy Gone North                | Đề cử     |               |
| 2019 | Giải thưởng Nghệ thuật Baeksang lần thứ 55             | Nam diễn viên xuất sắc nhất                                            | The Spy Gone North                | Đoạt giải | [ 24 ]        |
| 2020 | 25th Chunsa Film Art Awards                            | Nam diễn viên phụ xuất sắc nhất                                        | The Man Standing Next             | Đoạt giải | [ 25 ]        |
| 2021 | Giải thưởng Điện ảnh Rồng Xanh lần thứ 41              | Nam diễn viên phụ xuất sắc nhất                                        | The Man Standing Next             | Đề cử     | [ 27 ] [ 28 ] |
| 2021 | Giải thưởng Điện ảnh Rồng Xanh lần thứ 42              | Nam diễn viên phụ xuất sắc nhất                                        | Miracle: Letters to the President | Đề cử     | [ 29 ]        |
| 2022 | Giải thưởng Đạo diễn lần thứ 20                        | Nam diễn viên xuất sắc nhất trong phim                                 | The Man Standing Next             | Đề cử     | [ 30 ]        |
| 2023 | Giải thưởng Nghệ thuật Baeksang lần thứ 59             | Nam diễn viên xuất sắc nhất – Truyền hình                              | Cậu út nhà tài phiệt              | Đoạt giải | [ 31 ]        |
| 2023 | 2nd Blue Dragon Series Awards                          | Nam diễn viên xuất sắc nhất                                            | Shadow Detective                  | Đề cử     | [ 32 ]        |
| 2023 | Giải thưởng phim truyền hình quốc tế Seoul             | Nam diễn viên Hàn Quốc xuất sắc                                        | Cậu út nhà tài phiệt              | Đoạt giải | [ 33 ]        |
| 2023 | Giải thưởng phim truyền hình Hàn Quốc lần thứ 14       | Daesang                                                                | Shadow Detective 2                | Đoạt giải | [ 34 ]        |